# Idries Shah
Idries Shah (16 de junho de 1924 – 23 de novembro de 1996) (persa: ادریس شاه, Urdu: ادریس شاه‎, Hindi: इदरीस शाह;),também conhecido como Idris Shah, ou ainda Saíde Idris al-Hashimi (árabe: سيد إدريس الهاشمي)  e pelo pseudônimo Arkon Daraul, foi autor e mestre da tradição Sufi que escreveu mais que três dezenas de títulos cujos temas abrangem desde a psicologia e espiritualidade a livros de viagem e estudos culturais.
Nascido na India e descendente de nobres pastós, Shah viveu a maior parte da sua infância na Inglaterra. Seus primeiros trabalhos focalizaram os temas de magia e bruxaria. Em 1960 fundou a editora Octagon Press, que publicou clássicos da tradição Sufi, bem como vários de seus próprios livros. Seu trabalho seminal, Os Sufis, lançado em 1964, foi muito bem recebido internacionalmente. Em 1965, Shah fundou o Instituto de Pesquisa Cultural, uma instituição de caridade educacional sediada em Londres e dedicada ao estudo de cultura e comportamento humano. Uma organização similar, o Instituto para o Estudo do Conhecimento Humano (sigla em inglês, ISHK), existe nos Estados Unidos sob direção do professor de psicologia Robert Ornstein, da Universidade de Stanford, nomeado por Shah para ser seu representante nos EUA.
Em livros e artigos Shah apresentava Sufismo como uma forma universal de sabedoria de origem anterior ao Islã. Enfatizando o fato de que o Sufismo é uma forma de ensinamento que sempre se adapta ao tempo, ao lugar e às pessoas, ele o apresentou em termos psicológicos ocidentais. Fazia uso extensivo de parábolas e contos tradicionais, bem como textos de origem ocidental com várias camadas de significado projetadas para provocar a percepção e a auto-reflexão por parte do leitor. Ele é talvez melhor conhecido por suas coleções humorísticas sobre Mullah Nasrudin.
Shah foi por vezes criticado por orientalistas que questionavam suas credenciais e background. Seu papel na controvérsia em torno de uma nova tradução do Rubaiyat de Omar Khayyam, publicado por seu amigo Robert Graves e seu irmão mais velho Omar Ali-Shah, teve um escrutínio especial. No entanto, ele também tinha muitos defensores notáveis, sendo a mais eminente entre eles a romancista Doris Lessing. Shah chegou a ser reconhecido como porta-voz do Sufismo no Ocidente, e lecionou como professor visitante em várias universidades ocidentais. Suas obras têm desempenhado um papel significativo na apresentação de Sufismo como uma forma individualista de uma sabedoria espiritual não necessariamente ligada a nenhuma religião específica.

## Vida

### Família e juventude
Idries Shah nasceu em Simla, Índia, filho de pai afegão-indiano, o escritor e diplomata Sirdar Ikbal Ali Shah, e mãe escocesa, Saira Elizabeth Luiza Shah. Sua família pelo lado paterno foram Sayyids Musavi. Seu lar ancestral era perto dos Jardins Paghman de Cabul. Seu avô paterno, Saiyyid Amjad Ali Shah, foi o Nawab de Sardhana no estado norte-indiano de Uttar Pradesh. O título hereditário da família foi conferido devido a serviços que um antepassado, Jan-Fishan Khan, prestara aos britânicos.
Shah passou a maior parte da juventude nas proximidades de Londres. De acordo a L. F. Rushbrook Williams, Shah, ainda bastante jovem, acompanhava seu pai em suas viagens. Embora tenham viajado com frequência, sempre voltaram para a Inglaterra, onde a família residiu por muitos anos. Através destas  viagens, que frequentemente faziam parte do trabalho Sufi do Ikbal Ali Shah, Shah teve a oportunidade de conhecer e passar tempo com estadistas eminentes e figuras importantes tanto no Oriente como no Ocidente. Williams escreve:
Era o tipo de formação que oferecia a um jovem de marcada inteligência, como era evidente que Idries Shah  possuía, muitas oportunidades para adquirir uma perspectiva verdadeiramente internacional, uma visão ampla, e uma familiaridade com as pessoas e lugares que qualquer diplomata profissional de idade e experiência maiores, podia chegar a invejar. Mas uma carreira na diplomacia não atraia Idries Shah ...
Shah descreveu sua própria educação não convencional em uma entrevista com Pat Williams, da BBC, em 1971. Ele descreveu como seu pai e sua família e amigos sempre tentaram expor as crianças a uma "multiplicidade de impactos" e uma ampla gama de contatos e experiências com a intenção de produzir uma pessoa educada em sentido amplo.
Após sua família mudar de Londres para Oxford em 1940 para escapar a Blitz (bombardeio alemão), ele passou dois ou três anos no colégio para meninos da cidade de Oxford. Em 1945, ele acompanhou seu pai ao Uruguai como secretário numa missão relacionada à produção de carne halal. Voltou para a Inglaterra em outubro de 1946, devido a alegações sobre negócios impróprios.

### Vida pessoal
Shah casou com Cynthia (Kashfi) Kabraji em 1958; tiveram uma filha, Saira Shah, em 1964, seguido por gêmeos - um filho, Tahir Shah, e outra filha, Safia Shah - em 1966.

### Amizade com Gerald Gardner e Robert Graves, e publicação de “Os Sufis”
Em fins da década 50, Shah estabeleceu contato com círculos da Wicca em Londres e, em seguida, atuou como secretário e companheiro de Gerald Gardner, fundador da Wicca moderna, por algum tempo. Neste período Shah recebia qualquer pessoa interessada em Sufismo numa mesa no restaurante Cosmo no Swiss Cottage (norte de Londres) toda terça-feira à noite.
Em 1960 Shah fundou sua editora, Octagon Press. Um dos primeiros títulos foi a biografia de Gardner - intitulado "Gerald Gardner, Witch". O livro foi atribuído a um dos seguidores de Gardner, Jack L. Bracelin, mas de fato tinha sido escrito por Shah.
De acordo com o praticante de Wicca Frederic Lamond, o nome de Bracelin foi usado porque Shah "não queria confundir seus alunos Sufi por ele ser visto como pessoa interessada em outra tradição esotérica." Lamond disse que Shah parecia ter se tornado um pouco desiludido com Gardner, e lhe dissera um dia, quando ele estava visitando para o chá,

Quando eu estava entrevistando Gerald, às vezes eu quis ser repórter do News of the World. Que material maravilhoso para um artigo crítico! Mesmo assim, escutei de boas fontes que este grupo poderá chegar a ser a pedra angular da religião da época vindoura. Mas racionalmente, racionalmente, não acho possível!

Em janeiro de 1961, durante uma viagem a Maiorca com Gardner, Shah conheceu o poeta Inglês Robert Graves. Shah escreveu a Graves da sua pensão em Palma, solicitando uma oportunidade de "saudá-lo num dia não muito distante". Ele acrescentou que vinha  pesquisando religiões extáticas, e que ele tinha estado "assistindo experiências realizados pelos bruxos da Grã-Bretanha, que gostavam de comer cogumelos e assim por diante" - um tema em que Graves se interessara por algum tempo.
Shah também disse a Graves que ele "atualmente estava intensamente focalizado na divulgação do conhecimento estático e intuitivo." Graves e Shah logo tornaram-se amigos e confidentes. Graves se interessou favoravelmente na carreira literária de Shah e o encorajou a publicar um estudo autoritativo sobre o Sufismo para um público ocidental, incluindo os meios práticos para o estudo do mesmo; este viria a ser Os Sufis. Shah conseguiu obter um avanço substancial para o livro, que resolveu dificuldades financeiras temporárias.
Os Sufis foi lançado em 1964 pela Doubleday, e  incluía uma longa introdução escrita por Robert Graves. O livro narra o impacto do Sufismo no desenvolvimento da civilização ocidental e as tradições do século VII em diante através do trabalho de figuras tais como Roger Bacon, João da Cruz, Raimundo Lulio, Chaucer e outros, e em seguida ganhou o status de clássico. Semelhante aos outros livros de Shah sobre o tema, Os Sufis foi notável em evitar o uso de uma terminologia que podia ter identificado a interpretação de Shah do Sufismo com o Islã tradicional.
O livro também empregou um estilo deliberadamente "disperso"; Shah escreveu a Graves que o seu objetivo era o de "de-condicionar as pessoas e evitar o seu recondicionamento"; se tivesse sido de outra forma, ele poderia ter empregado uma forma mais convencional de exposição. O livro vendeu muito pouco no início e Shah investiu uma soma considerável do seu próprio dinheiro na divulgação dele. Graves disse-lhe para não se preocupar; embora ele tinha algumas dúvidas sobre o texto, e tenha se magoado devido ao fato de Shah não lhe permitir corrigi-lo antes da publicação, ele disse que estava "muito orgulhoso por ter ajudado em sua publicação", e garantiu a Shah que era "um livro maravilhoso, e será reconhecido como tal dentro de breve. Deixe-o encontrar seus próprios leitores, aqueles que darão ouvidos na medida que sua voz se espalha, e não o público previsto pelo próprio Doubleday."

### John G. Bennett e a conexão Gurdjieff
Em Junho de 1962, um par de anos antes da publicação de "Os Sufis", Shah tinha também entrado em contato com membros do movimento que se formou em torno dos ensinamentos  místicos de Gurdjieff e Ouspensky. Um artigo de imprensa tinha aparecido, descrevendo a visita do autor a um mosteiro secreto na Ásia Central, onde métodos notavelmente semelhantes aos métodos de Gurdjieff aparentemente estavam sendo ensinados. O mosteiro tinha, de outra forma não atestada, isto estava implícito, um representante na Inglaterra.
Um dos primeiros alunos de Ouspensky, Reggie Hoare, que tinha sido parte do trabalho de Gurdjieff desde 1924, fez contato com Shah através desse artigo. Hoare "atribuiu importância especial ao que Shah lhe contara sobre o símbolo do Fourth Way enneagram e disse que Shah havia revelado segredos sobre ele que iam muito além do que tinha ouvido de Ouspensky." Através de Hoare, Shah foi apresentado a outros Gurdjieffianos, incluindo John G. Bennett, um conhecido estudante de Gurdjieff e fundador de um "Instituto para o Estudo comparativo de História, Filosofia e Ciências", localizado em Coombe Springs, uma propriedade de 7
-acre(s) (28 000 m2) em Kingston upon Thames, Surrey.
Naquela época, Bennett já havia investigado as origens Sufi de muitos dos ensinamentos de Gurdjieff, com base tanto nas próprias e numerosas afirmações de Gurdjieff, como através de suas próprias viagens no Oriente, onde se encontrou com vários xeques Sufi. Estava convencido de que Gurdjieff tinha adotado muitas das ideias e técnicas dos Sufis e que, para aqueles que ouviram palestras de Gurdjieff no início de 1920, "a origem Sufi do seu ensinamento era inconfundível para quem tinha estudado os dois."
Bennett escreveu sobre o seu primeiro encontro com Shah em sua autobiografia, "Witness" ["Testemunho"] (1974):

No início, eu estava desconfiado. Eu tinha acabado de decidir ir para a frente sozinho e agora outro " mestre" tinha aparecido. Uma ou duas conversas com Reggie me convenceram de que eu deveria pelo menos ver por mim mesmo. Elizabeth e eu fomos jantar com o casal Hoare para conhecer Shah, que acabou por ser um jovem em seus primeiros 40 anos. Falava um inglês  impecável e se não fosse pela  barba e alguns de seus gestos bem poderia ter sido identificado com um típico produto da escola pública Inglesa. Nossas primeiras impressões foram desfavoráveis. Ele Estava inquieto, fumava sem parar e parecia estar tentando dar uma boa impressão. No meio da noite, a nossa atitude mudou completamente. Nós percebemos que ele não era apenas um homem extraordinariamente talentoso, mas que tinha o algo indefinível que marca um homem que tinha trabalhado seriamente sobre si ... Sabendo que Reggie era um homem muito cauteloso, treinado, além disso, na avaliação de informações devido a seus muitos anos no Serviço de Inteligência, aceitei suas garantias e também a sua crença de que Shah tinha uma missão muito importante no Ocidente que deveríamos  ajudá-lo a realizar.

Shah deu a Bennett uma "Declaração do Povo da Tradição", autorizando-o a comparti-lo com outros Gurdjieffianos. O documento anunciava que atualmente existia uma oportunidade para a transmissão de "uma forma superior de conhecimento secreto, oculto, especial"; combinado com a impressão pessoal que Bennett formou em relação a Shah, isso convenceu Bennett de que Shah era um verdadeiro emissário do "Mosteiro Sarmoung" no Afeganistão, um círculo interior de Sufis cujos ensinamentos haviam inspirado Gurdjieff.

De Quem É a Barba?
Nasrudin sonhou que estava agarrando a barba de Satanás. Puxando as barbas ele berrou: "A dor que você sente não é nada comparada à dor que você inflige aos seres mortais que você conduz ao  caminho errado." E puxou com tanta violência que acordou gritando em agonia. Foi quando ele se deu conta de que a barba que tinha na mão era dele mesmo.

− Idries Shah

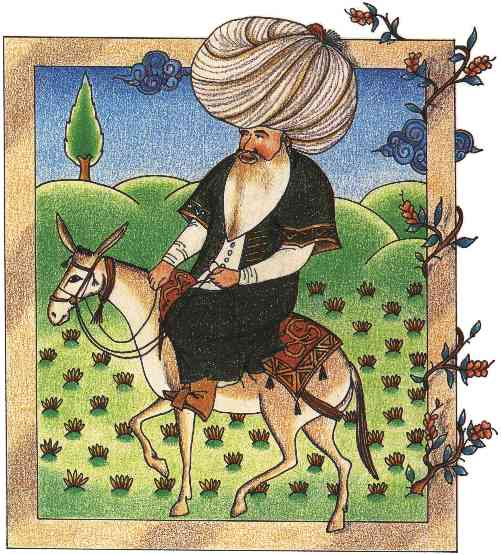
De Quem É a Barba?
Nasrudin sonhou que estava agarrando a barba de Satanás. Puxando as barbas ele berrou: "A dor que você sente não é nada comparada à dor que você inflige aos seres mortais que você conduz ao caminho errado." E puxou com tanta violência que acordou gritando em agonia. Foi quando ele se deu conta de que a barba que tinha na mão era dele mesmo.
— − Idries Shah

Por alguns anos, Bennett e Shah mantiveram conversas privadas semanais que duravam horas. Mais tarde Shah também dava palestras para os alunos em Coombe Springs. Bennett diz que os planos de Shah incluíam "entrar em contato com pessoas que ocupavam posições de autoridade e poder e que já estavam semi-conscientes de que os problemas da humanidade já não podiam ser resolvidos por ações econômicas, políticas ou sociais. Essas pessoas percebiam, disse ele, as forças novas que se movem no mundo para ajudar a humanidade a sobreviver à crise que vem".
Bennett concordou com essas ideias e também concordou que "as pessoas atraídas por movimentos abertamente espirituais ou esotéricos raramente possuíam as qualidades necessárias para alcançar e ocupar posições de autoridade," e que "haviam motivos suficientes para acreditar que no mundo todo já existiam pessoas em posições importantes que tinham a capacidade de enxergar para além das limitações de nacionalidade e cultura e que eram capazes por si mesmos de entender que a única esperança para a humanidade encontra-se em uma intervenção de uma Fonte Superior".
Bennett escreveu: "Eu tinha visto o suficiente de Shah para saber que ele não era um charlatão ou fanfarrão ocioso e que ele era extremamente sério quanto à tarefa que lhe tinha sido dada". Desejando apoiar o trabalho de Shah, Bennett decidiu, em 1965, após agonizar por um longo tempo e discutir o assunto com o conselho e os membros do seu Instituto, dar a propriedade Coombe Springs a Shah, que insistiu que qualquer presente devesse ser dado sem amarras. Uma vez que a propriedade foi transferida para Shah, ele proibiu os associados de Bennett de visitar, e fez com que Bennett não se sentisse bemvindo.
Bennett diz que recebeu um convite para os "Midsummer Revels" [" rebeldes de pleno verãouma festa organizada por Shah em Coombe Springs que durou dois dias e duas noites, principalmente para os jovens que naquele tempo Shah estava tratando de atrair. Anthony Blake, que trabalhou com Bennett por 15 anos, diz: "Quando Idries Shah adquiriu Coombe Springs, a sua principal atividade era a de dar festas. Eu tinha apenas alguns encontros com ele, mas em muito apreciava sua atitude irreverente. Bennett uma vez me disse," Existem diferentes estilos no trabalho. O meu é como Gurdjieff, centrado na luta contra a autonegação [struggle with one's denial]. O caminho de Shah é o de tratar o trabalho como se fosse uma piada.' "
Depois de alguns meses, Shah vendeu o lote - no valor de mais de £ 100 000 - para um desenvolvedor e usou os recursos para se estabelecer, e estabelecer suas atividades de trabalho, em Langton House em Langton Green, perto de Tunbridge Wells, uma propriedade de 50 acres [20 hectares] que havia pertencido à família de Lord Baden-Powell, fundador dos escoteiros.
Junto com a propriedade Coombe Springs, Bennett também entregou os cuidados de seu grupo de alunos a Shah, que compreendia cerca de 300 pessoas. Shah prometeu que iria integrar todos aqueles que eram adequados; cerca da metade do seu número encontraram um lugar na obra de Shah. Cerca de 20 anos mais tarde, o autor Gurdieffiana James Moore sugeriu que Bennett tinha sido enganado por Shah. Bennett fez um relato do próprio assunto em sua autobiografia (1974); ele disse que o comportamento de Shah após a transferência da propriedade foi "difícil de suportar", mas também insistiu que Shah era um "homem de costumes requintados e sensibilidades delicadas" e considerou que Shah poderia ter adotado o seu comportamento deliberadamente", para se certificar de que todos os laços com Coombe Springs fossem cortados". Ele acrescentou que Langton Green era um lugar muito mais adequado para o trabalho de Shah que Coombe Springs podia ter sido e disse que não sentia tristeza de que Coombe Springs tivesse perdido sua identidade; ele concluiu seu relato sobre o assunto afirmando que ele tinha "ganhado liberdade" por meio de seu contato com Shah, e tinha aprendido "a amar as pessoas a quem [ele] não conseguia entender".
De acordo com Bennett, Shah depois também se engajou em discussões com os chefes dos grupos de Gurdjieff em Nova Iorque. Em uma carta a Paul Anderson de 05 de março de 1968, Bennett escreveu: "Madame de Salzmann e todos os outros ... estão conscientes das suas próprias limitações e não fazem mais do que eles são capazes de fazer. Enquanto eu estava em Nova York, Elizabeth e eu visitamos a Fundação, e vimos a maioria das principais pessoas do grupo de New York, bem como a própria Jeanne de Salzmann. Se está preparando algo , mas se virá a ser concretizado eu não posso dizer. Refiro-me à sua ligação com Idries Shah e sua capacidade para virar tudo de cabeça para baixo. Ser passivo com tais pessoas é inútil, e é inútil evitar o tema. Por enquanto, só podemos esperar que algo de bom virá, e, no entanto, continuar o nosso próprio trabalho ... ".
O autor e psicólogo clínico Kathleen Speeth escreveu mais tarde,

Testemunhando o crescente conservadorismo dentro da  Fundação [Gurdieffiana], John Bennett esperava que novo sangue e liderança viesse de outro lugar ... Embora possa ter havido um flerte com Shah, não deu em nada. O sentimento que prevalece [entre os líderes do trabalho Gurdjieff] que nada deve mudar, de que um tesouro em sua guarda deve a todo custo ser preservado na sua forma original, era mais forte do que qualquer desejo de uma nova onda de inspiração. "

### Institutos e estudos Sufis
Em 1965, Shah fundou a Sociedade para Compreender Ideias Fundamentais [sigla SUFI em inglês], mais tarde renomeado como O Instituto de Pesquisa Cultural (ICR, inglês Institute for Cultural Research) - uma instituição de caridade educacional que visa estimular "o estudo, debate, educação e pesquisa em todos os aspectos do pensamento, comportamento e cultura humana ". Ele também estabeleceu a Sociedade de Estudos Sufi (SSS).
Langton House, em Langton Green, tornou-se um lugar de encontro e de discussão para poetas, filósofos e estadistas de todo o mundo, bem como parte estabelecida da cena literária da época. O ICR realizou reuniões e deu palestras lá, concedeu bolsas de estudo para estudantes internacionais, incluindo Sir John Glubb, Aquila Berlas Kiani, Richard Gregory e Robert Cecil, o chefe de Estudos Europeus na Universidade de Leitura , que se tornou Presidente do Instituto no início da década de 70.
Shah foi apoiante e um dos primeiros membros do Clube de Roma, Outros visitantes, alunos e candidatos a alunos incluíram o poeta Ted Hughes, os romancistas J. D. Salinger, Alan Sillitoe e Doris Lessing, o zoólogo Desmond Morris, e o psicólogo Robert Ornstein. O interior da casa foi decorado no estilo Oriente Médio, almoços tipo buffet foram realizados todos os domingos para os convidados em uma grande sala de jantar que fora no passado o estábulo da propriedade, apelidado de "O Elefante" (uma referência ao conto oriental "O Elefante no Escuro").
Ao longo dos anos seguintes Shah desenvolveu o Octagon Press como um meio de publicação e distribuição de cópias de traduções de numerosos clássicos Sufi.. Também recolheu, traduziu e escreveu milhares de contos Sufi, pondo-os à disposição de um público ocidental através de seus livros e palestras. Vários livros de Shah apresentam a personagem Mullah Nasruddin, às vezes com ilustrações de Richard Williams. Na interpretação de Shah, as histórias Mulla Nasrudin, antes consideradas parte do folclore de culturas muçulmanas, eram apresentadas como parábolas Sufi.
Nasrudin foi destaque no documentário de televisão de Shah "DreamWalkers" ["Andarilhos dos Sonhos "/ Sonhadores Despertos] que foi ao ar na BBC em 1970. Os segmentos incluíram Richard Williams sendo entrevistado sobre seu filme inacabado de animação sobre Nasrudin, e o cientista John Kermisch discutindo o uso de histórias de Nasruddin na Rand Corporation Think Tank. Outros convidados incluíram o psiquiatra britânico William Sargant explicando os efeitos inibidores da lavagem e condicionamento social sobre a criatividade e a resolução de problemas, e o comediante Marty Feldman falando com Shah sobre o papel de humor e ritual na vida humana. O programa termina com Shah afirmando que a humanidade poderia promover a sua própria evolução "rompendo limitações psicológicas", mas que houve um "acréscimo constante de pessimismo que efetivamente impede a evolução desta forma de progresso ... O homem está dormindo - tem que morrer antes de despertar?"
Shah também organizou grupos de estudo Sufi nos Estados Unidos. Claudio Naranjo, um psiquiatra chileno que estava ensinando na Califórnia na década 60, diz que,  encontrando-se  "decepcionado com a medida em que a escola de Gurdjieff envolvia uma linhagem viva", ele se se dirigiu ao Sufismo e tinha " tornado parte em um grupo sob a orientação de Idries Shah." Naranjo co-escreveu um livro com Robert Ornstein intitulado "On The Psychology of Meditation" [Sobre a Psicologia da Meditação] (1971). Ambos estavam associados com a Universidade da Califórnia, onde Ornstein foi psicólogo de pesquisa no Instituto de Psiquiatria Langley Porter.
Ornstein também foi presidente e fundador do Instituto para o Estudo do Conhecimento Humano (Institute for the Study of Human Knowledge, sigla ISHK), criada em 1969. Percebendo a necessidade nos EUA de se ter disponíveis livros e coleções sobre formas antigas e novas de pensar, ele formou o en:ISHK Book Service [Serviço de Livros ISHK] em 1972 como fonte central de importante literatura contemporânea e tradicional, tornando-se o único distribuidor estadunidense das obras de Idries Shah publicados pela Octagon Press.
Outro associado de Shah, o cientista e professor Leonard Lewin, que na época ensinava telecomunicações na  Universidade de Colorado, criou grupos de estudo Sufi e outras empresas para a promoção de ideias sufi, como o Instituto para a Investigação da Disseminação do Conhecimento Humano (IRDHK, inglês Institute for Research on the Dissemination of Human Knowledge), e também editou uma antologia de textos de, e sobre, Idries Shah intitulado A Difusão de Ideias Sufi no Ocidente (1972).

### Últimos anos
Nas décadas seguintes Shah escreveu por volta de mais duas dúzias de livros, muitos deles com base em fontes Sufi clássicos. Lograram uma grande circulação em todo o mundo, os seus escritos atraíram principalmente a um público ocidental de orientação intelectual. Ao traduzir os ensinamentos Sufi em linguagem psicológica contemporânea, ele os apresentou em linguagem popular e, portanto, acessíveis. Seus contos, ilustrando a sabedoria sufi através de anedotas e exemplos, mostrou-se particularmente popular. Shah recebeu e aceitou convites para lecionar como professor visitante em instituições acadêmicas incluindo a Universidade da Califórnia, a Universidade de Genebra, a  Universidade Nacional de La Plata e várias universidades inglesas.
Além de sua obra literária e educacional, ele achou tempo suficiente para projetar um ionizador de ar (formando uma empresa, juntamente com o sr. Coppy Laws) e executar uma série de empresas de têxteis, cerâmica e de eletrônicos. Ele também realizou várias viagens à sua Afeganistão ancestral e lá envolveu-se na criação de esforços de socorro; ele aproveitou essas experiências, mais tarde, em seu livro Kara Kush, um romance sobre a guerra soviética no Afeganistão.

### Doença
No final da primavera de 1987, cerca de um ano depois de sua última visita ao Afeganistão, Shah sofreu dois ataques cardíacos sucessivos e maciços. Informaram-lhe  que tinha apenas oito por cento da sua função cardíaca esquerda, e não podia esperar sobreviver. Apesar de ataques intermitentes de doença, ele continuou trabalhando e produziu mais livros durante os próximos nove anos.

### Morte
Idries Shah morreu em Londres em 23 de novembro de 1996, com a idade de 72 anos. De acordo com seu obituário no jornal The Daily Telegraph, Idries Shah era um colaborador com os Mujahideen na guerra soviética no Afeganistão, Diretor de Estudos do Instituto de Pesquisa Cultural e governador da Royal Humane Society [Sociedade para a Proteção de Animais] e do Hospital Real e Lar de Incuráveis. Ele também foi membro do Athenaeum Club. Até o tempo de seu falecimento, os livros de Shah tinham vendido mais de 15 milhões de cópias em uma dúzia de idiomas em todo o mundo, e tinham sido revistos em numerosas revistas e jornais internacionais.

## Ensinamentos

### Livros sobre a  magia e o oculto
Os primeiros livros de Shah eram estudos do que chamava de "crenças minoritárias". Seu primeiro livro, Magia Oriental, publicado em 1956, de início seria intitulado Considerações sobre as Crenças Minoritárias Africanas e Orientais. Seu próximo título foi As Tradições Secretas da Magia: Livro dos Feiticeiros (1957), originalmente intitulado Alguns Materiais sobre a Literatura das Crenças Minoritárias. Os títulos destes livros foram mudados antes da publicação, de acordo com um contribuinte para um fetschrift em 1973 em homenagem a Shah, devido às "exigências das práticas de editoras comerciais."
Antes de sua morte em 1969, o pai de Shah afirmou que a razão pela qual ele e seu filho tinham publicado livros sobre o tema de magia e ocultismo era "para evitar um provável renascimento ou crença popular entre um número significativo de pessoas neste sentido. Meu filho ... eventualmente concluiu esta tarefa, quando ele pesquisou durante vários anos e publicou dois livros importantes sobre o assunto."
Em uma entrevista para o Psychology Today, de 1975, Shah informou:

O principal objetivo dos meus livros de magia era o de tornar este material disponível para o leitor geral. Para as pessoas que há muito tempo acreditavam que havia livros secretos, lugares escondidos, e coisas surpreendentes. Estavam agarradas a esta informação como algo para se assustarem. Assim, o primeiro objetivo foi informativo. Eis a magia do Oriente e do Ocidente. Só isso. Mais nada. O segundo propósito desses livros era o de mostrar que sim, parecem existir forças,  algumas das quais são ou racionalizadas por essa magia ou podem ser desenvolvidas a partir dela, que emergem da física habitual ou dentro da experiência de pessoas comuns. Penso que isso deve ser estudado, que devemos reunir os dados e analisar o fenómeno. Precisamos separar a química da magia da alquimia, por assim dizer.

Shah continuou a dizer que seus livros sobre o assunto não foram escritos para os devotos atuais da magia e da feitiçaria, e que na verdade ele posteriormente teve que evitá-los, porque eles só iriam se decepcionar com o que ele tinha a dizer.
Estes livros foram seguidos pela publicação do livro de viagem Destino Meca (1957), que foi apresentado na televisão por Sir David Attenborough. Destino Meca e Magia Oriental incluem secções sobre Sufismo.

### Sufismo como forma de sabedoria perene
Shah apresentava Sufismo como uma forma de sabedoria perene que antecede o Islã. Ele enfatizava que a natureza do Sufismo era viva, não estática, e que sempre adaptava suas manifestações visíveis aos novos tempos, lugares e pessoas: "As escolas Sufis são como ondas que quebram nas rochas: [são] do mesmo mar, em formas diferentes, para o mesmo fim", escreveu, citando Ahmad al-Badawi.
Shah fazia pouco caso das descrições do Sufismo dos orientalistas, sustentando que o estudo acadêmico ou pessoal de suas formas e métodos históricos não formavam uma base suficiente para conseguir uma compreensão correta do mesmo. Na verdade, a obsessão com as suas formas tradicionais podia tornar-se um obstáculo: "Mostrar a um homem demasiados ossos de camelo, ou mostrá-los a ele com demasiada frequência, e ele não será capaz de reconhecer um quando se depara com um camelo vivo," é como ele expressou essa ideia em um de seus livros.
Shah, como Inayat Khan, apresentou o Sufismo como um caminho que transcende as religiões individuais, e o adaptou para um público ocidental. Ao contrário de Khan, no entanto, ele dava pouca importância aos apetrechos religiosos ou espirituais e descrevia Sufismo como uma tecnologia psicológica, um método ou ciência que poderia ser usada para atingir a auto realização. Ao fazê-lo, sua abordagem parecia ser especialmente dirigida aos seguidores de Gurdjieff, estudantes do Movimento do Potencial Humano, e aos intelectuais familiarizados com a psicologia moderna. Por exemplo, ele escreveu, "Sufismo ... afirma que o homem pode tornar-se objetiva e que a objetividade habilita o indivíduo a compreender fatos "mais altos". O homem é, portanto, convidado a empurrar sua evolução para a frente para o que por vezes é chamado, no Sufismo, de
"intelecto real". Shah ensinou que o ser humano pode adquirir novos e sutis órgãos sensoriais em resposta à necessidade:
Shah descartou outras projeções orientais e ocidentais do Sufismo como "aguada, generalizada ou parcial"; ele incluía nisso não só a versão de Khan, mas também as formas abertamente muçulmanas do Sufismo encontradas na maioria dos países islâmicos. Por outro lado, os escritos de associados de Shah davam a entender que ele era o "Grande Sheik dos Sufis." - Uma posição de autoridade minada pela falha absoluta de quaisquer outros Sufis em reconhecer sua existência. Shah achava que a melhor maneira de introduzir a sabedoria Sufi no Ocidente, enquanto, ao mesmo tempo, superando os problemas de gurus e cultos, era a de esclarecer a diferença entre um culto e um sistema educacional, e em contribuir ao conhecimento geral. Ele explicou em entrevista, "Você tem que trabalhar dentro de um formato educacional - não na área de mistificação e balela (inglês mumbo-jumbo). Como parte desta abordagem, atuou como Diretor de Estudos do ICR. Ele também palestrou sobre o estudo do Sufismo no Ocidente na Universidade de Sussex em 1966. Estas palestras foram publicadas mais tarde em forma de monografia intitulada Problemas Especiais no Estudo das ideias Sufis.
Shah explicou depois que as atividades Sufi eram divididas em diferentes componentes ou departamentos: "estudos em Sufismo", "estudos de Sufismo", e "estudos para Sufismo".
Estudos para Sufismo ajudavam a levar as pessoas na direção do Sufismo e incluíam a promoção de um conhecimento que podia estar faltando na cultura e precisando ser restaurada e propagada, como uma compreensão de condicionamento social e a lavagem cerebral, a diferença entre os modos racional e intuitivo de pensamento, e outras atividades para que as mentes das pessoas pudessem tornar-se mais livres e amplas. Estudos do Sufismo incluíam instituições e atividades, como palestras e seminários, que proveem informações sobre o Sufismo e agem como elo cultural entre os Sufis e o público. Finalmente, os estudos em Sufismo se  referem a  estar em uma escola Sufi, levando a cabo as atividades prescritas pelo instrutor como parte de um treinamento, e isso pode tomar muitas formas que não se encaixem necessariamente na noção preconcebida de uma "escola mística".
Os objetivos e metodologias Sufi de Shah também foram delineados na "Declaração do Povo da Tradição" dada em Coombe Springs:

Além de fazer este anúncio, alimentar certos campos de pensamento com certas ideias, e apontar alguns dos fatores em torno deste trabalho, os projetores desta declaração tem uma tarefa prática. Esta tarefa é a de localizar indivíduos que tenham a capacidade de obter o conhecimento especial do homem que está disponível; agrupá-los em forma especial, não aleatória, de modo que cada um desses tais grupos forme um organismo harmonioso; fazer isso no lugar certo no momento certo; proporcionar um formato externo e interno com o qual trabalhar, e também uma formulação de "ideias" adequadas às condições locais; equilibrar teoria com a prática.

Em entrevista à BBC de 1971, Shah explicou sua abordagem contemporânea, adaptativa: "Estou interessado em disponibilizar no Ocidente os aspectos do Sufismo que serão úteis para o Ocidente neste momento. Eu não quero transformar bons Europeus em Asiáticos inferiores. As pessoas me perguntam por que eu não uso métodos tradicionais de treinamento espiritual, por exemplo, ao lidar com as pessoas que me procuram ou me caçam; e claro, a resposta é que é pela mesma razão que você veio à minha casa hoje em um automóvel e não nas costas dum camelo. O Sufismo não é, na verdade, um sistema místico, não é uma religião, mas um corpo de conhecimento".
Shah frequentemente caracterizava alguns aspectos de seu trabalho como sendo, realmente, apenas preliminar ao estudo Sufi real, da mesma forma que aprender a ler e escrever pode ser visto como preliminar ao estudo da literatura: "A menos que a psicologia esteja orientada corretamente, não há espiritualidade, embora possa haver obsessão e emotividade, muitas vezes confundidas com ela". "Qualquer pessoa que tenta enxertar práticas espirituais em uma personalidade não regenerada ... vai acabar com uma aberração", argumentava. Por esta razão, a maior parte do trabalho que ele produziu a partir de Os Sufis em diante era de natureza psicológica, focada em atacar o nafs-i-ammara, o falso eu: "Não tenho nada para lhe dar, exceto a maneira de entender como buscar - mas vocês acham que já são capazes de fazer isso".
Shah frequentemente foi criticado por não mencionar muito a Deus em seus escritos; sua resposta foi que, dado o estado atual do homem, não haveria muito sentido em falar sobre Deus. Ele ilustrou o problema em uma parábola em seu livro Pensadores do Oriente: "Descobrindo que eu podia falar a língua das formigas, aproximei-me a uma e perguntei: 'Como é Deus. Será que se parece com a formiga?' Ele respondeu: "Deus!  de forma alguma - nós temos apenas um único ferrão, mas Deus, Ele tem dois'".

### Historias de ensino
Shah usava histórias de ensino e humor com grande efeito em seu trabalho. Ele enfatizava a função terapêutica de anedotas surpreendentes, e as novas perspectivas que estes contos revelavam. A leitura e discussão de tais contos em grupo tornou-se uma parte significativa das atividades em que os membros de círculos de estudo organizados por Shah se envolveram. A maneira transformadora em que estes contos intrigantes ou surpreendentes poderiam desestabilizar o modo normal (e inconsciente) de consciência do estudante foi estudado pela professor de psicologia Robert Ornstein da Universidade de Stanford, que, juntamente com o psicólogo colega Charles Tart, e escritores eminentes como o poeta laureado Ted Hughes e a romancista ganhadora do Prêmio Nobel -  Doris Lessing  foi um dos vários pensadores notáveis profundamente influenciados por Shah.
Shah e Ornstein se conheceram na década de 1960. Percebendo que Ornstein poderia ser um parceiro ideal na propagação de seus ensinamentos, traduzindo-os ao idioma da psicoterapia,  Shah fez dele seu representante (califa) nos Estados Unidos. O livro de Ornstein A Psicologia da Consciência (1972) foi recebido com entusiasmo pela comunidade de psicologia acadêmica, uma vez que coincidia com um novo interesse nesta área, tais como o estudo de biofeedback e outras técnicas destinadas a alcançar mudanças de estados de humor e de consciência. Ornstein publicou outros livros neste campo ao longo dos anos.
O físico e filósofo da ciência Henri Bortoft usava contos de ensino da obra de Shah como analogias dos hábitos mentais que impedem que as pessoas compreendam o método científico de Johann Wolfgang von Goethe. O livro de Bortoft A Totalidade da Natureza: O Método Científico de Goethe inclui contos de Histórias dos Dervixes, As Façanhas do Incomparável Mullah Nasruddin e Um Escorpião Perfumado.
Em seu contexto histórico e cultural original, As histórias de ensino Sufi do tipo popularizado por Shah - no início transmitidas por via oral e, posteriormente, escritas com o propósito de transmitir a fé e prática Sufi a gerações sucessivas - foram consideradas adequadas para pessoas de todas as idades, incluindo crianças, visto que continham várias camadas de significado. Shah comparava a história Sufi a um pêssego: "Uma pessoa pode ser emocionalmente afetada pelo exterior, como se o pêssego lhe fosse emprestado. Além disso, você pode comer o pêssego e saborear o gosto dele … Você pode jogar fora o caroço - ou rachá-lo para encontrar a deliciosa semente dentro dela. Esta é a profundidade escondida." Foi dessa maneira que Shah convidava o público a receber a história Sufi. Ao não descobrir o âmago, e entendendo a história só como algo divertida ou superficial, a pessoa conseguiria mais nada, além da visão ocular do pêssego, enquanto outros interiorizassem o conto, deixando-se serem afetados por ele.
Tahir Shah menciona a narração de contos por parte de seu pai em vários pontos ao longo de seu livro de 2008 Nas Noites Árabes, primeiro discutindo a maneira como Idries Shah usava as histórias de ensino: "Meu pai nunca nos disse como as histórias funcionavam. Ele não revelava as camadas, as pepitas de informação, os fragmentos de verdade e de fantasia. Ele não precisava - porque, dadas as condições adequadas, as histórias se ativavam a si mesmas, semeando-se sozinhas".  Em seguida ele explica como seu pai usava essas histórias para transmitir sabedoria: "meu pai sempre tinha um conto à mão para desviar a nossa atenção, ou para usar como uma maneira de transmitir uma ideia ou um pensamento. Ele costumava dizer que as grandes coleções de histórias do Oriente eram como enciclopédias, armazéns de sabedoria e conhecimento prontos para serem estudados, para ser apreciados e valorizados. Para ele, as histórias representavam muito mais do que mero entretenimento. Ele os via como documentos psicológicos complexos, formando um corpo de conhecimento que havia sido coletado e refinado desde os primórdios da humanidade e, mais frequentemente do que não, transmitidos de boca em boca".
Mais adiante no livro ele continua a discussão de histórias como ferramentas de ensino, citando a seguinte explicação que seu pai lhe deu ao completar uma história:
Olav Hammer, no Sufismo na Europa e América do Norte (2004), cita um exemplo deste tipo de história. Ele conta a história de um homem que está à procura de sua chave no chão. Quando um vizinho aparece de passagem ele pergunta ao homem se este seria de fato o lugar onde ele perdeu a chave, e o homem responde: "Não, eu a perdi em casa, mas há mais luz aqui que dentro de minha casa".
Peter Wilson, escrevendo em Novas Tendências e Acontecimentos no Mundo do Islã (1998), cita outra história semelhante, sobre um dervixe que é solicitado a descrever as qualidades de seu mestre, Alim. The dervish explains that Alim wrote beautiful poetry, and inspired him with his self-sacrifice and his service to his fellow man. His questioner readily approves of these qualities, only to find the dervish rebuking him: "Those are the qualities which would have recommended Alim to you." O dervixe explica que Alim escrevia poesia bonita e inspirava com o seu auto sacrifício e serviço à humanidade. Seu interlocutor, sem hesitar, aprova essas qualidades, mas de repente vê que o dervish está repreendendo-o: "Essas são as qualidades que teriam recomendado Alim a você." Em seguida, ele lhe recita as qualidades que realmente tornam Alim um mestre eficaz: ".. Hazrat Alim Azimi me irritou, o que me motivou a examinar minha irritação, para descobrir sua origem. Alim Azimi me fez ficar com raiva, para que eu pudesse sentir e transformar minha raiva". Ele explica que Alim Azimi seguia o caminho da culpa, intencionalmente provocando ataques furiosos sobre si mesmo a fim de trazer as falhas tanto dos seus alunos como as dos os críticos à luz, permitindo que elas fossem vistas como eles realmente eram: "Ele nos mostrou o estranho, de modo que o estranho se tornou comum para que pudéssemos perceber o que realmente é".

### Ponto de vista sobre cultura e a vida prática
A preocupação de Shah era a de revelar fatores ocultos determinantes do comportamento individual. Ele menosprezava o foco ocidental sobre aparências e superficialidades, que muitas vezes refletiam nada mais que modas e hábitos, e chamava atenção às origens da cultura e às motivações inconscientes e mistos das pessoas e dos grupos formados por elas. Ele dava ênfase à maneira que, no nível individual e de grupo também, os desastres temporários muitas vezes viram bendições - e vice-versa - e, mesmo assim, o saber disso afeta muito pouco a maneira em que as pessoas respondem aos acontecimentos quando ocorrem.
Shah não defendia o abandono dos deveres mundanos; pelo contrário, ele argumentava que o tesouro buscado pelos candidatos a discípulo deriva das lutas da vida cotidiana. Ele considerava o trabalho prático o meio pelo qual um candidato podia fazer o auto trabalho, em linha com a adoção tradicional pelos Sufis de profissões comuns, através do qual eles ganharam seus meios de subsistência e "trabalhavam" sobre si mesmos.
O status de Shah como maestro permaneceu indefinível; renunciando tanto a identidade guru como qualquer desejo de fundar um culto ou seita, ele também rejeitava o chapéu acadêmico. Michael Michael Rubinstein, escrevendo em Fabricantes da Cultura Moderna, concluiu que "ele é talvez melhor visto como a personificação da tradição na qual os aspectos contemplativos e intuitivos da mente são considerados como passiveis a atingirem a máxima produtividade quando trabalham juntos".

### Legado
Idries Shah considerava que seus livros eram seu legado; em si mesmos, eles iriam cumprir a função, quando ele já não podia estar, que ele tinha cumprido. Promover e distribuir publicações do seu mestre foi uma atividade importante ao "trabalho" para os alunos de Shah, tanto para fins de captação de recursos como para transformar a consciência pública. O ICR suspendeu suas atividades em 2013 na ocasião da formação de uma nova instituição de caridade, a Fundação Idries Shah, enquanto o SSS tinha cessado suas atividades antes. O ISHK (Instituto para o Estudo do Conhecimento Humano), liderado por Ornstein, atua nos Estados Unidos; após os  ataques terroristas de 9/11, por exemplo, ISHK enviou uma brochura sobre os livros de Shah e os de seu círculo relacionados ao Afeganistão a membros da Associação de Estudos do Oriente Médio,  relacionando, assim, estas publicações à necessidade de uma melhor compreensão intercultural.
Quando Elizabeth Hall entrevistou Shah para o sychology Today em julho de 1975, ela lhe perguntou: "Para o bem da humanidade, o que você gostaria de ver acontecer?" Shah respondeu: "O que eu realmente quero, caso alguém esteja escutando, é para o produto dos últimos 50 anos de pesquisa psicológica ser estudado pelo público, por todos, para que os resultados se tornem parte de sua maneira de pensar ( ...) eles têm essa grande massa de informações psicológicas e se recusam a usá-la".
O irmão de Shah, Omar Ali-Shah (1922-2005), também foi escritor e instrutor sobre Sufismo; os irmãos ensinaram os alunos juntos por um tempo na década de 1960, mas em 1977 "concordaram em discordar" e seguiram caminhos separados. Após a morte de Idries Shah em 1996, um bom número de seus alunos se afiliaram ao movimento de Omar Ali-Shah.
Uma das filhas de Shah, Saira Shah, tornou-se notável em 2001 por sua reportagem sobre os direitos das mulheres no Afeganistão em seu documentário "Beneath the Veil" O filho de Shah, Tahir Shah, é um conhecido escritor sobre viagens, jornalista e aventureiro.

## Receção
Os livros de Shah sobre Sufismo alcançaram considerável aclamação da crítica. Ele foi o tema de um documentário da BBC (Um Par de Olhos) em 1969, e dois de seus trabalhos (O Caminho do Sufi e Reflexões) foram escolhidos como "Livro Destaque do Ano" pelo programa da BBC "Os Críticos". Entre outras honras, Shah ganhou seis primeiros prémios no Livro do Ano Mundial da UNESCO em 1973, e o estudioso islâmico James Kritzeck, comentando o livro Contos dos Dervixes de Shah, disse que foi "belamente traduzido".
Uma coleção de avaliações positivas do trabalho de Shah intitulada Estudos Sufi: Oriente e Ocidente, publicado em 1973, incluiu, entre outros, contribuições de LF Rushbrook Williams, Rom Landau, Mohammad Hidayatullah, Gyula Germano, Sir John Glubb, Sir Razik Fareed, Ishtiaq Hussain Qureshi, Ahmet Emin Yalman, Mahmoud Youssef Shawarbi e Nasrollah S. Fatemi.
Colin Wilson afirmou que "em parte através de Idries Shah eu comecei a ver algumas implicações bastante novas e interessantes [sobre o tema do misticismo]" e na sua revisão de O Monastério Mágico (1972) ele observou que Shah "não está primariamente preocupado com a propagação de alguma doutrina secreta. Ele está focalizado no método pelo qual o conhecimento místico é transmitido ... [Os Sufis] transmitem conhecimento através da intuição direta na maneira dos mestres Zen, e um dos principais meios de fazer isso é por meio de breves histórias e parábolas que de maneira sutil vão habitando [inglês: work their way into] o subconsciente, onde ativam as forças escondidas dela".
No Afeganistão, o Kabul Times disse que Caravana de Sonhos (1968) era "altamente recomendado" e "de especial interesse para os afegãos", porque é "basicamente uma antologia de contos curtos, estórias e provérbios, piadas e extratos, a partir da literatura escrita e oral que forma uma parte de conversações e intercâmbios de muitas noites - mesmo nestes tempos modernos - no Afeganistão". O jornal Afghanistan News reportou que Os Sufis "…cobre importantes contribuições Afegãos à filosofia e ciência mundiais", e que era "o primeiro livro totalmente autoritativo sobre o Sufismo e o sistema para o desenvolvimento humano criado pelos dervixes." Quanto às dúvidas sobre a origem e credenciais de Shah, o Sardar Haji Faiz Muhammad Khan Zikeria, um acadêmico afegão que serviu como Ministro de Educação de Afeganistão publicou na década 70 uma Declaração notória notarizada para os acadêmicos do mundo sobre a família Shah: "Os Sayyids Musavi do Afeganistão e os Khans de Paghman são reconhecidos como descendentes do Profeta - que a paz esteja com ele. São reconhecidos como membros da descendência mais nobre de Islã e respeitados como maestros Sufi e como acadêmicos eruditos. Saiyyid Idries Shah, filho do finado Sayid Ikbal Ali Shah, conhecido pessoalmente por mim como homem honrado cujo grau, títulos e descendência são atestados e reconhecidos por reputação.
Em 1980, o professor Khalilullah Khalili, ex-poeta laureado do Afeganistão, elogiou o trabalho do seu "compatriota e amigo, o Arif (Iluminado Sufi) Saiyyid Idries Shah", dizendo que "Especialmente para ser apreciado são os seus serviços brilhantes e importantes na revelação das inspirações celestiais e pensamentos interiores dos grandes mestres e Sufis do Islã".
O Hindustan Standard da Índia descreveu Caravana de Sonhos como uma "ótima antologia, que se pode consultar a qualquer momento para o entretenimento, efeito saudável, consolo e inspiração ... espirituoso, cativante, totalmente e atraentemente humana".
O Instituto de Intercâmbio Multicultural (ICE, sigla de Institute for Cross-cultural Exchange), uma instituição de caridade canadense fundada em 2004, escolheu os livros infantis de Idries Shah para distribuir a milhares de crianças carentes no Canadá, México e Afeganistão, como parte do programa de alfabetização de crianças e promoção de intercâmbios culturais. Esta série de livros é publicada pela Hoopoe Books, uma iniciativa sem fins lucrativos fundada pelo psicólogo americano Robert Ornstein, o Instituto para o Estudo do Conhecimento Humano (ISHK). ISHK provê esses livros para crianças carentes por meio de sua própria iniciativa, Compartilhar Alfabetização.

### Textos "Shah-escola"
Um crítico hostil foi James Moore, um gurdjieffiano que não concordou com a afirmação de Shah de que o ensinamento de Gurdjieff era de natureza essencialmente Sufi, e criticou a publicação de um livro sobre o assunto, escrito sob pseudônimo e com conexão a Shah, como cronologicamente impossível (Os Maestros de Gurdjieff, por Rafael Lefort). Em um artigo de 1986 em Religion Today (Religião Hoje; agora O Jornal de Religião Contemporânea), Moore cobriu as controvérsias Bennett e Graves e observou que Shah estava cercado por uma "auréola de adulação exorbitante: uma adulação que ele próprio atiçava". Ele descreveu Shah como pessoa apoiada por um "círculo de jornalistas, editores, críticos, animadores, radialistas e escritores de viagens de conveniência, que cantam em coro seus entusiasmados elogios a Shah". Moore questionou a suposta herança e educação Sufi e deplorou o corpo de escritos pseudônimos "Shah-escola" de tais autores como "Omar Michael Burke, Ph. D." e "Hadrat BM Dervish", que a partir de 1960 empilhavam elogios destemperados - ostensivamente a partir de gente desinteressada - sobre Shah, referindo-se a ele como o "Tariqa Grande Sheikh Idries Shah Saheb", "Príncipe Idries Shah", "King Enoch", "A Presença", "o Rei Estudioso", a "encarnação de Ali", e até mesmo o Qutb  ou "Eixo" - todos em apoio aos esforços incipientes do Shah para comercializar o Sufismo para um público ocidental.
Peter Wilson comentou de maneira semelhante sobre a "muito má qualidade" de muito que tinha sido escrito em apoio a Shah, notando um "estilo infelizmente bajulador", afirmações de que Shah possuía várias habilidades paranormais, "um tom de superioridade; uma atitude, às vezes presunçoso, condescendente, ou de pena, para com aqueles 'por fora', e a aparente ausência de qualquer motivação para fundamentar as alegações que podem ser pensadas como merecedores de tal tratamento". Na sua opinião, havia uma "acentuada diferença de qualidade entre os escritos da autoria de Shah" e a qualidade desta literatura secundária. Tanto Moore como Wilson, no entanto, também notaram semelhanças de estilo, e consideraram a possibilidade de que grande parte desse trabalho sob pseudónimo, frequentemente publicada pela Octagon Press, a editora do próprio Shah, poderia ter sido escrito por ele mesmo.
Argumentando em favor de uma interpretação alternativa desta literatura, o erudito religioso Andrew Rawlinson propôs que em vez de uma "decepção claramente a serviço do ego", isto pode ter sido um "disfarce - algo que, por definição, deveria ser analisado com clareza". Afirmando que "uma crítica de posições arreigadas não pode ser, ela própria, expressada em termos fixos e doutrinais" e, enfatizando que a intenção de Shah tinha sido sempre a de minar falsas certezas, ele argumentou que o " mito Shah " criado por tais textos, pode em si mesmo ter sido uma ferramenta de ensino em vez de uma ferramenta de ocultação; algo "feito para ser desconstruído - algo que deve mesmo dissolver quando você o toca". Rawlinson concluiu que Shah "não pode ser avaliado através do aspecto exterior (at face value). Até que seus próprios axiomas impedem mesmo a possibilidade disso."

### Avaliação

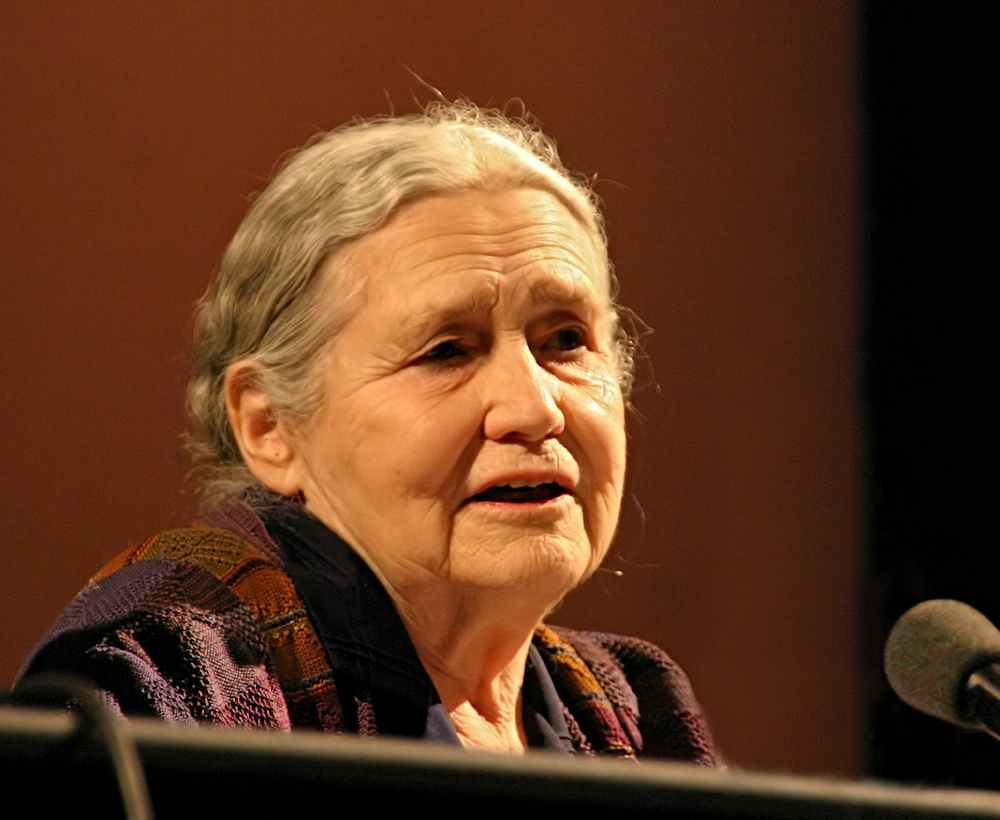
Vencedor do prêmio Nobel Doris Lessing foi profundamente influenciado por Shah.

Doris Lessing, entre os mais eminentes dos defensores de Shah, afirmou em entrevista em 1981,"Eu concluí que o Sufismo como ensinado por Idries Shah, que se declara uma reintrodução de um antigo ensinamento, é apropriado a este tempo e lugar". Não se trata de algo regurgitado do Oriente nem aguado pelo Islã, nem nada pelo estilo." Comentando a morte de Shah em 1996 no The Daily Telegraph, ela disse que conheceu Shah por causa de "Os Sufis", que foi para ela o livro mais surpreendente que havia lido. Descrevendo a obra de Shah como um "fenômeno como nada que existe no nosso tempo," o caracterizou como homem de muitas facetas, a pessoa mais graciosa que ela poderia conhecer, gentil, generoso, modesto (ela o cita dizendo, "Não reparem tanto meu rosto, mas tomem o que tenho na minha mão"), e seu bom amigo e maestro por mais que 30 anos.
Arthur J. Deikman, professor de psiquiatria e pesquisador de longa data na área de meditação e mudança de consciência, começou seu estudo das histórias de ensino Sufi no início dos anos setenta. Ele expressou a opinião de que os psicoterapeutas Ocidentais bem podiam se aproveitar da perspectiva provida pelo Sufismo e a essência universal dele, se estudassem materiais adequados de maneira e sequência corretas. Já que os escritos e traduções de Shah sobre as histórias de ensino Sufi foram criados com este propósito em mente, ele os recomendava às pessoas interessadas em avaliar este material por si mesmos. Notou, outrossim, que muitas autoridades haviam aceitado a posição de Shah como porta-voz do Sufismo contemporâneo. O psicólogo e pesquisador no campo de consciência Charles Tart comentou que os textos de Shah haviam "produzidos uma apreciação sobre de que se trata a psicologia mais profundo do que qualquer outro já escrito.
Perguntado sobre sua avaliação de Shah em 1973, J.G. Bennett disse que Shah estava fazendo um importante trabalho em larga escala, "mexendo com as pessoas de maneira muito eficaz e em muitos lugares, estimulando-os a pensar, mostrando-lhes que os modos de pensamento que parecem ser livres são na verdade em grande parte condicionados." Referiu-se a Shah como o Krishnamurti do Sufismo, rompendo as ideias fixas das pessoas em muitas direções, como parte de um processo de despertar que é "um preparo muito necessário para o novo mundo".
O filósofo e místico indiano, Osho, comentando o trabalho de Shah, descreveu Os Sufis como, "Realmente, um diamante. O valor do que ele fez em Os Sufis é imensurável". Ele acrescentou que Shah foi "o homem que introduziu Mulla Nasrudin ao Ocidente, e ele fez um serviço incrível. Impossível recompensá-lo. [...] Idries Shah tornou as mais pequenas anedotas de Nasrudin ainda mais bonitas ... [ele] não só tem a capacidade de traduzir exatamente as parábolas, mas embelezá-las também, torná-las mais comoventes, mais nítidas".
Richard Smoley e Jay Kinney, escrevendo em Sabedoria Oculta: Um Guia às Tradições Interiores Ocidentais (2006), definiram o livro de Shah Os Sufis como "Uma introdução ao Sufismo extremamente abrangente e de fácil leitura", acrescentando que "O ponto de vista do próprio Shah é evidente em todo, e algumas afirmações históricas podem ser discutidas (não há notas de rodapé), mas nenhum outro livro é tão bem sucedido como este em provocar interesse no Sufismo por parte do leitor geral." Eles descreveram Aprender a Aprender, uma coleção de entrevistas, palestras e ensaios curtos, como uma das melhores obras de Shah, proporcionando uma sólida orientação para sua abordagem "psicológica" ao trabalho Sufi, observando que em seu melhor trabalho, "Shah provê novas percepções [insights] que inoculam os estudantes contra muitos absurdos do mercado espiritual".
Em seu livro sobre as necessidades emocionais inatas, Necessidades Básicas Humanas: Uma nova Abordagem à Saúde Emocional e ao Pensamento Claro, [Human Givens: A New Approach to Emotional Health and Clear Thinking] Ivan Tyrrell e o psicólogo social Joe Griffin escrevem que Shah "…mais do que qualquer outro, compreendeu e apreciou o real significado das necessidades básicas da natureza humana ". Em outro livro, Divindade: o Big Bang do Cérebro - A Origem Explosiva de Criatividade, Misticismo e Doença Mental, dizem que as histórias de Shah", quando narrados a jovens e velhos por igual [...] estabelecem modelos na mente não só para viver e superar as dificuldades cotidianas, mas também para percorrer o caminho espiritual. Seu impacto pode não ser reconhecido ou sentido por meses ou anos após a primeira audição ou leitura, mas, eventualmente, o conteúdo estrutural que contêm irá de encontro à capacidade natural do cérebro de reconhecer formas e modelos e combiná-los, tornando possível para os alunos a observação do funcionamento das suas próprias respostas emocionais, que são pré-condicionadas aos câmbios de circunstâncias de vida. Isso torna mais fácil a tomada de qualquer ação que seja na realidade necessária, e facilita a conexão da mente a dimensões mais elevadas. As histórias de ensino devem ser lidas, narradas e contempladas sem análise intelectual, porque isso destrói o impacto benéfico que de outra forma teria brotado na mente. "Shah", acrescentam, foi "…um grande colecionador e editor de contos e textos que contêm o aspecto 'impacto a longo prazo'. Ele entendia a importância vital para a humanidade da função delas como "modelos mentais", e seus livros estão cheios de exemplos nutritivos disso".
Olav Hammer observa que nos últimos anos de Shah, quando a generosidade de admiradores o fez verdadeiramente rico, e ele tinha se tornado uma figura respeitada entre os altos escalões da sociedade britânica, controvérsias surgiram devido a discrepâncias entre os dados autobiográficos - o mencionar de parentesco com o profeta Maomé, afiliações com uma ordem secreta Sufi na Ásia Central, ou a tradição em que Gurdjieff foi ensinado - e fatos históricos recuperáveis. Embora possa ter existido um elo de parentesco com o profeta Maomé, o número de pessoas que compartem essa ligação, hoje, 1300 anos mais tarde, seria pelo menos um milhão. Outros elementos da autobiografia de Shah pareciam ter sido pura ficção. Mesmo assim, Hammer observou que os livros de Shah continuam com demanda por parte do público, e que ele tem desempenhado "um papel significativo na representação da essência do Sufismo como uma destilação individualista, afirmativa de vida, duma sabedoria espiritual não-confessional".
Peter Wilson escreveu que se Shah tivesse sido um vigarista, tinha sido "extremamente talentoso" nisso porque, ao contrário dos escritores meramente comerciais, tinha tido tempo para produzir um sistema elaborado, e internamente consistente, que atraiu "toda uma gama de pessoas mais ou menos eminentes e tinha "provocado e estimulado pensamento em muitos, e diversos, setores". Moore reconheceu que Shah tinha feito algo, que podia ser caracterizado como uma contribuição, ao popularizar um Sufismo humanista, e que tinha "trazido energia e recursos ao serviço de seu auto engrandecimento", mas ele acaba concluindo, de maneira devastadora, que o Sufismo de Shah era "um Sufismo sem auto sacrifício sem autotranscedência, sem aspirar a gnoses, sem tradição, sem o Profeta, sem o Alcorão, sem Islã, e sem Deus. Só isso."
Gore Vidal opinou que os livros de Shah "são muito mais difíceis de ler do que eram para escrever."

#### Controvérsia sobre Os Sufis
A recepção do movimento de Shah também foi marcado por controvérsia. Alguns orientalistas eram hostis, em parte porque Shah apresentava textos clássicos Sufi como ferramentas para o autodesenvolvimento a serem usados por pessoas contemporâneas, e não como objetos de estudo histórico.
A introdução de Graves para Os Sufis, escrito com a ajuda de Shah, descreveu Shah como sendo "na linha masculina mais alta de descendência do profeta Maomé" e como tendo herdado "mistérios secretos dos califas, seus antepassados. Ele é, de fato, um Grande Sheikh da Tariqa Sufi ... ". Particularmente, no entanto, escrevendo a um amigo, Graves confessou que isso era "enganoso: ele é um de nós, não uma personagem muçulmana." A introdução não está incluído em edições da imprensa Octagon do livro depois de 1983, mas sempre tem sido incluída nas edições Anchor / Doubleday.
Outrossim, o crítico mais feroz de Shah, o estudioso LP Elwell-Sutton da Universidade de Edimburgo, em um artigo de 1975, criticou o que ele chamou de "pseudo-Sufis" como Gurdjieff e Shah, opinou que Graves estava tentando "elevar" a "linhagem bastante medíocre" do Shah, e que a referência à linha masculina mais alta de de descendentes de Maomé era uma "gafe bastante infeliz", porque os filhos de Maomé haviam morrido na infância. Embora Elwell-Sutton aceitou que a família eram Saídidas descendentes do sétimo Imame Muça Alcazim, o tetraneto de Huceine ibne Ali, que era o filho mais novo do casamento de Fátima (a filha do Profeta) e Ali, ele considerou isso uma "linhagem medíocre" sem santidade especial, porque "os Saídidas proliferam em todo o mundo islâmico, em todas as esferas da sociedade e em ambos os lados de todas as barreiras religiosas e políticas." Ele descreveu os livros de Shah como "triviais", repletos de erros de fato, traduções desleixadas e imprecisos e até mesmo erros na ortografia de nomes e palavras orientais - "uma confusão de platitudes, irrelevâncias e simples balela", acrescentando, como para caprichar, que Shah tinha "uma opinião notável de sua própria importância". Ele adotou uma visão sombria do festschrift que Rushbrook Williams promoveu em homenagem a Shah, dizendo que ele considerava muitas das afirmações feitas no livro em nome de Shah e seu pai, sobre sua representação da tradição Sufi, como publicidade no serviço deles mesmos e marcado por um "charmoso desrespeito pelos fatos". Expressando divertimento e espanto em relação ao "modo bajulador" dos interlocutores de Shah em entrevista no rádio BBC, Elwell-Sutton concluiu que alguns intelectuais ocidentais eram "tão desesperados para encontrar respostas para as perguntas que os confundam, que, confrontado com a sabedoria do misterioso leste, 'eles abandonam suas faculdades críticas e se submetem à lavagem cerebral do tipo mais grosseiro". Para Elwell-Sutton, o Sufismo de Shah pertencia ao reino do "pseudo-Sufismo", "não centrado em Deus, mas no homem".

#### Controvérsia sobre Omar Khayyam
No final da década de 1960 e início da seguinte, Shah foi atacado numa controvérsia em torno da publicação de 1967 de uma nova tradução do Rubaiyat de Omar Khayyam feito por Robert Graves e o irmão mais velho de Shah, Omar Ali-Shah. A tradução, que apresentou o Rubaiyat como um poema Sufi, foi baseado em uma "cola" anotada, supostamente derivada de um manuscrito que tinha estado na posse da família Shah durante 800 anos. L. P. Elwell-Sutton, um orientalista da [[Edinburgh University]|Universidade de Edimburgo]], e outros que analisaram o livro, expressaram sua convicção de que a história do manuscrito antigo era falsa.
Graves esperava que o pai de Shah, o Sirdar Ikbal Ali Shah, apresentasse o manuscrito original para esclarecer o assunto, mas ele morreu em um acidente de carro em Tânger em novembro de 1969. Um ano mais tarde, Graves pediu a Idries Shah que produzisse o manuscrito. Shah respondeu em uma carta que o manuscrito não estava em seu poder, mas mesmo se estivesse, produzindo-o não provaria nada, porque não podia ser datado com precisão usando os métodos atuais e sua autenticidade ainda seria contestada. Shah escreveu que estava na hora, "de percebermos que as hienas que estão fazendo tanto barulho têm a intenção exclusiva de opor-se, destruir, e levar a cabo uma campanha em que, vamos encarar a verdade, ninguém está realmente escutando". Ele acrescentou que seu pai tinha ficado com raiva tanto com os que lançavam tais calúnias que ele se recusava a se envolver com eles, e ele sentia que a resposta de seu pai tinha sido correta. Graves, observando que ele foi percebido amplamente como vítima de um engano brutal por parte dos irmãos Shah, e que isso afetava o rendimento das vendas de seus outros livros históricos, insistiu em que produzir o manuscrito havia se tornado "uma questão de honra familiar". Ele pressionou Shah novamente, lembrando-lhe de promessas anteriores de produzir o manuscrito se fosse necessário.
Nenhum dos irmãos jamais produziram o manuscrito, levando o sobrinho e biógrafo de Graves a refletir que era difícil de acreditar, tendo em conta que os irmãos Shah tinham "muitas obrigações para com Graves, que em primeiro lugar teriam retido o manuscrito, caso alguma vez tivesse existido." According to his widow writing many years later, Graves had "complete faith" in the authenticity of the manuscript because of his friendship with Shah, even though he never had a chance to view the text in person. De acordo com sua viúva, escrevendo muitos anos mais tarde, Graves tinha "total confiança" por causa de sua amizade com Shah, na autenticidade do manuscrito, mesmo que ele nunca tivesse tido a chance de ver o texto em pessoa. O consenso acadêmico de hoje é que o manuscrito "Jan-Fishan Khan" era uma farsa, e que a tradução Graves / Ali-Shah era de fato baseada na análise de um estudioso amador Vitoriano.

## Obras

### Magia
- Oriental Magic ISBN 0-86304-017-9 (1956)
- The Secret Lore of Magic ISBN 0-8065-0004-2 (1957)

### Sufismo
- "Uma Gazela Velada" ISBN 9788592632076 1
- Reflexões ISBN 9788592632083
- "A Sabedoria dos Idiotas" ISBN 9788592632090 1
- "Aprender a Aprender" ISBN 9788562064159
- "Pensadores do Oriente" ISBN 9788562064173
- "Histórias dos Dervixes" ISBN 9788562064043
- "Um Escorpião Perfumado" ISBN 9788562064098
- Os Sufis ISBN 0-385-07966-4 (1964)
- Tales of the Dervishes ISBN 0-900860-47-2 (1967)
- Caravan of Dreams ISBN 0-86304-043-8 (1968)
- Reflections ISBN 0-900860-07-3 (1968)
- The Way of the Sufi ISBN 0-900860-80-4 (1968)
- The Book of the Book ISBN 0-900860-12-X (1969)
- Wisdom of the Idiots ISBN 0-86304-046-2 (1969)
- The Dermis Probe ISBN 0-86304-045-4 (1970)
- Thinkers of the East – Studies in Experientialism ISBN 0-900860-46-4 (1971)
- The Magic Monastery ISBN 0-86304-058-6 (1972)
- The Elephant in the Dark – Christianity, Islam and the Sufis ISBN 0-900860-36-7 (1974)
- A Veiled Gazelle – Seeing How to See ISBN 0-900860-58-8 (1977)
- Neglected Aspects of Sufi Study ISBN 0-900860-56-1 (1977)
- Special Illumination: The Sufi Use of Humour ISBN 0-900860-57-X (1977)
- A Perfumed Scorpion ISBN 0-900860-62-6 (1978)
- Learning How to Learn: Psychology and Spirituality in the Sufi Way ISBN 0-900860-59-6 (1978)
- The Hundred Tales of Wisdom ISBN 0-86304-049-7 (1978)
- Evenings with Idries Shah ISBN 0-86304-008-X (1981)
- Letters and Lectures of Idries Shah ISBN 0-86304-010-1 (1981)
- Observations ISBN 0-86304-013-6 (1982)
- Seeker After Truth ISBN 0-900860-91-X (1982)
- Sufi Thought and Action ISBN 0-86304-051-9 (1990)
- The Commanding Self ISBN 0-86304-066-7 (1994)
- Knowing How to Know ISBN 0-86304-072-1 (1998)

#### Coleções de histórias de Mullah Nasrudin
- "As Gaiatices do Incrível Mulá Nasrudin"  ISBN 9788592632113
- "As Façanhas do Incomparável Mulá Nasrudin" ISBN 9788592632069
- "As Subtilezas do Inimitável Mulá Nasrudin" ISBN 9788592632069
- The Exploits of the Incomparable Mulla Nasrudin ISBN 0-86304-022-5 (1966)
- The Pleasantries of the Incredible Mulla Nasrudin ISBN 0-86304-023-3 (1968)
- The Subtleties of the Inimitable Mulla Nasrudin ISBN 0-86304-021-7 (1973)
- The World of Nasrudin ISBN 0-86304-086-1 (2003)

### Estudos sobre os ingleses
- Darkest England ISBN 0-86304-039-X (1987)
- The Natives are Restless ISBN 0-86304-044-6 (1988)
- The Englishman's Handbook ISBN 0-86304-077-2 (2000)

### Livros de viagem
- Destination Mecca ISBN 0-900860-03-0 (1957)

### Ficção
- Kara Kush, London: William Collins Sons and Co., Ltd.. ISBN 0-685-55787-1 (1986)

### Folclore
- World Tales ISBN 0-86304-036-5 (1979)

### Para as crianças
- "As Esposa do Fazendeiro" ISBN 9788562064029
- "O Homem que se Comportava Mal" ISBN 9788562064036
- "A Galinha Boba" ISBN 9788562064050
- Neem the Half-Boy ISBN 1-883536-10-3 (1998)
- The Farmer's Wife ISBN 1-883536-07-3 (1998)
- The Lion Who Saw Himself in the Water ISBN 1-883536-25-1 (1998)
- The Boy Without A Name ISBN 1-883536-20-0 (2000)
- The Clever Boy and the Terrible Dangerous Animal ISBN 1-883536-51-0 (2000)
- The Magic Horse ISBN 1-883536-26-X (2001)
- The Man With Bad Manners ISBN 1-883536-30-8 (2003)
- The Old Woman and The Eagle ISBN 1-883536-27-8 (2005)
- The Silly Chicken ISBN 1-883536-50-2 (2005)
- Fatima the Spinner and the Tent ISBN 1-883536-42-1 (2006)
- The Man and the Fox ISBN 1-883536-43-X (2006)

### Como Arkon Daraul
- A History of Secret Societies ISBN 0-8065-0857-4 (1961)
- Witches and Sorcerers ISBN 0-8065-0267-3 (1962)

### Entrevistas audio, seminários e palestras
- Shah, Idries, and Pat Williams. A Framework for New Knowledge. London: Seminar Cassettes, 1973. Sound recording.
- Shah, Idries. Questions and Answers. London: Seminar Cassettes, 1973. Sound recording.
- King, Alexander, Idries Shah, and Aurelio Peccei. The World-and Men. Seminar Cassettes, 1972. Sound recording.
- King, Alexander, et al. Technology: The Two-Edged Sword. London: Seminar Cassettes, 1972. Sound recording.
- Learning From Stories (1976 Lecture) ISBN 1-883536-03-0 (1997)
- On the Nature of Sufi Knowledge (1976 Lecture) ISBN 1-883536-04-9 (1997)
- An Advanced Psychology of the East (1977 Lecture) ISBN 1-883536-02-2 (1997)
- Overcoming Assumptions that Inhibit Spiritual Development; previously entitled A Psychology of the East (1976 Lecture) ISBN 1-883536-23-5 (2000)